# Wolfgang Hoffmann (Epidemiologe)
Wolfgang U. Hoffmann (* 2. Februar 1963 in Köln) ist ein deutscher Arzt, Epidemiologe und Hochschullehrer. Er ist Professor an der Universität Greifswald und Direktor des Instituts für Community Medicine der Universitätsmedizin Greifswald. 

## Werdegang
Wolfgang Hoffmann studierte von 1984 bis 1991 Medizin an den Universitäten Bonn und Göttingen. 1993 erhielt er die Approbation zum Arzt und wurde an der Universität Marburg zum Dr.med. promoviert. Von 1992 bis 2002 war Wolfgang Hoffmann Wissenschaftlicher Mitarbeiter im  Bremer Institut für Präventionsforschung und Sozialmedizin (BIPS). In dieser Zeit erwarb er den Titel Master of Public Health (MPH) an der University of North Carolina at Chapel Hill (1995) und habilitierte sich für Epidemiologie und Public Health an der Universität Bremen (2000). 
Seit 2002 arbeitet Wolfgang Hoffmann an der Universität Greifswald: zunächst als Inhaber einer C3-Stiftungsprofessur, ab 2004 einer Ordentlichen C3-Professur für Versorgungsepidemiologie und Community Health. 2012 wurde die Stelle in eine W3-Professur für   Bevölkerungsbezogene Versorgungsepidemiologie und Community Health umgewandelt. Seit 2007 ist Hoffmann Geschäftsführender Direktor des Instituts für Community Medicine in Greifswald.
Seine Forschungsschwerpunkte liegen unter anderem in den Bereichen Versorgungsepidemiologie, innovative Versorgungskonzepte, Epidemiologie chronischer Erkrankungen, bevölkerungsbezogene Intervention und Prävention.

## Funktionen und Mitgliedschaften (Auswahl)
- Vorstandsmitglied, Technologie- und Methodenplattform für die vernetzte medizinische Forschung e. V. (TMF), seit 2008
- Vorstandsmitglied des Deutschen Netzwerks für Versorgungsforschung (DNVF), seit 2012 (Vorstandsvorsitzender 2022 bis 2024)[2]
- Mitglied des Wissenschaftlichen Beirats der Bundesärztekammer, seit 2017[3]
- Mitglied des Expertenrates Gesundheit und Resilienz der Bundesregierung berufen.[4] (Berufung 2024)

## Auszeichnungen (Auswahl)
- Hufeland-Preis 2016 – für Arbeiten auf dem Gebiet der Präventivmedizin und der Versorgungsforschung ("Erfolgsfaktoren regionaler Demenznetzwerke")